# Paul Demare
Paul Demare, né le 8 avril 1892 à Crisolles et mort le 8 février 1971 à Paris 18e, est un archer français devenu par la suite dirigeant sportif.

## Carrière
Aux Championnats du monde de tir à l'arc 1932 à Varsovie, Paul Demare est médaillé de bronze par équipes. Il est médaillé d'or par équipes aux Championnats du monde de tir à l'arc 1939 à Oslo.
Architecte et expert en droit, il est secrétaire général de la Fédération française de tir à l'arc et co-fonde la FITA, qu'il préside de 1946 à 1949.